# Szokolay Zoltán
Szokolay Zoltán (Hódmezővásárhely, 1956. szeptember 9. – Fülöpszállás, 2020. november 22.) író, költő, műfordító, versmondó-, előadóművész, politikus, országgyűlési képviselő.

## Életrajza
Édesapja dr. Szokolay Károly (1929–2000) műfordító, az irodalomtudományok kandidátusa, édesanyja Lénárt Éva (1934–1999) mentőszolgálati dolgozó. Gyermekei: Eszter (1984), Domokos (1989). Az egri Gárdonyi Géza Gimnáziumban érettségizett, majd az Eötvös Loránd Tudományegyetem Bölcsészettudományi Karán, magyar-orosz szakon szerezte első diplomáját 1980-ban. Szakdolgozatát Szilágyi Domokos költészetéről írta. Korai művei a hetvenes évek közepétől kezdődően a Mozgó Világ című irodalmi folyóirat számaiban jelentek meg. 1980. augusztus 25-étől 1982-ig egy angyalföldi (Budapest) fiú kollégiumban volt szakközépiskolásoknak nevelőtanára, klubvezető, 1982–1987 között a Szekszárdi Tanítóképző Főiskolán, 1987–1989 között pedig a Békéscsabai Tanítóképző Főiskolán tanított gyermekirodalmat, beszédművelést. 1984-ben versmondóként Radnóti-díjat nyert.
A Magyar Írószövetség KISZ-titkáraként kezdte politikai pályafutását. 1988-ban csatlakozott a Fideszhez, innen rövidesen, még 1988-ban átlépett az MDF-be.
1989–1992 között a Dél-Kelet című hetilap belpolitikai rovatvezetője, 1990–1992 között a Magyar Demokrata Fórum színeiben országgyűlési képviselő (Békés megyei 1. számú választókerület, Békéscsaba), valamint a Nemzetbiztonsági Bizottság alelnöke volt (a bizottságban még többek közt Szarvas Béla szintén MDF-es országgyűlési képviselő is ügynök volt). 1991-ben megalapította és vezette a Közakarat Egyesületet. Az egyesület nevében utcai demonstrációkat szervezett Gombár Csaba akkori rádió- és Hankiss Elemér tévéelnök lemondatására. Parlamenti helyéről azért kényszerült lemondani 1992. január 20-ai hatállyal, mert az SZDSZ szerint egy alkalommal a mellette ülő, de épp távol lévő MDF-es képviselőtársa szavazógépét is működésbe hozta. Lemondását követően az akkori belügyminiszter, Boross Péter kabinettitkárává nevezték ki, mely tisztségét 1994-ig tarthatta meg. 1998-ban kilépett az MDF-ből és csatlakozott a KDNP-hez.

## Havasi Zoltán fedőnéven
Az 1994-es ügynöktörvény életbe lépését követően nem sokkal később kiderült róla, hogy a fennmaradt dokumentumok szerint, még 1984-ben „hazafias alapon” személyét zsarolással beszervezte a titkosszolgálat Havasi Zoltán fedőnéven a progresszív irodalmárok megfigyelésére. Tartótisztjei Gál István százados és Hajnal József főhadnagyok voltak. Jelentéseiért pénzt vett fel. Ungváry Krisztián „A szembenézés hiánya” című kötetében megjelentek szerint, a hálózati múltját elismerte.
1984 December 11-én, csekélyebb nézőszámmal, rendben zajlott le a Forrás-est, Hatvani Dániel főszerkesztő és Buda Ferenc főmunkatárs jelenlétében. Hatvani Dániel bőven beszélt a Forrásnak Bács-Kiskun megye vezetőivel való új kapcsolatáról, arról, hogy egy jó folyóirat nem a konfrontációt, hanem a konszenzust keresi. A megyei napilapok kulturális rovatáról szólván általában, s kiemelve azok tehetséggondozó feladatát…
A tmb. ellenőrzött, megbízható hálózati személy... az együttműködés során egyre tisztábban látja a belső ellenséges, ellenzékieskedő személyek káros szerepét. Beszervezése óta folyamatos /napi jellegű/ kapcsolatot tartunk a BM III/III-5-a. alosztállyal, ahonnan az általa szolgáltatott minden egyes információ hitelességét jelezték vissza.
Jelentett a JAK és a Magyar Írószövetség eseményeiről. Később egyebek mellett az MDF későbbi vezérlakjáról, az „F”(figyelő)-dossziés Cseh Tamásnak dalszövegeket író Csengey Dénesről jelentett szekszárdi III/III-as tartótisztjének. Kitüntette különös figyelmével költőtársát, Nagy Gáspárt is. Rendszeresen beszámolt irodalmi körök, asztaltársaságok vitaestjeiről, a részvevők kritikus nézeteiről, így például a „Tiszatáj” irodalmi folyóirat körül kialakult helyzetről, a Tokaji Írótáborról, vagy az 1986. június 14-i “Vitahajó” nevű népes irodalmi délutánról a “Sződliget” sétahajón. Szinte minden szekszárdi és paksi értelmiségi rendezvényen jelen volt, szamizdatokat gyűjtött be és adott át a politikai rendőrségnek.
Szokolay Zoltán alias "Havasi Zoltán" tmb. által jelentett és az irodalmi életben ismert személyek között volt – többek között -: Csengey Dénes, Baka István, Fekete Gyula, Fodor András, Kunszabó Ferenc, Cseh Tamás, Bertha Zoltán, Csoóri Sándor, Páskándi Géza és Csurka István, s száznál több író, újságíró, filozófus, esztéta, műkritikus és más  értelmiségi gondolkodó.
Titkosszolgálati múltjának drámai hangú összefoglalása az Üszköt ragad Archiválva 2019. október 26-i dátummal a Wayback Machine-ben című versében olvasható (2019).

## Élete a rendszerváltás után
```

```

Szokolay Zoltán 1970–1988-ig publikált szépirodalmi műveket napilapokban, folyóiratokban, antológiákban. A rendszerváltozás után egy ideig publicisztikai írásai is megjelentek néhány napilapban. Húsz évig nem publikált, de az írást nem hagyta abba. Titkosszolgálati múltját ekkoriban verseiben (A ciherésben) próbálta, próbálja feldolgozni. 1994-től 1999-ig az Írmag Könyvkiadó vezetője, 1995 és 1999 között pedig főszerkesztője volt az I. kerületi (Budavári) Önkormányzat által kiadott Várnegyed című újságnak, valamint 1994–1998 között az időszaki kiadványként 3500 példányban megjelenő, szamizdatként terjedő Kedves Barátom című folyóiratnak.
Második diplomáját az Államigazgatási Főiskolán szerezte 1998-ban. Szakdolgozatát az Államvédelmi Hatóság történetéről írta.
1995–1999 között Vecsésen a Martinovics Ignác Általános Iskola (ma Gróf Andrássy Gyula Általános Iskola) igazgatója volt. 2000 májusától szeptemberéig a Honvédelmi Minisztérium Társadalmi Kapcsolatok Főosztályának helyettes vezetője, majd a sajtófőosztály vezetője, végül szóvivő lett. Szót emelt az ellen, hogy a tárca a NATO kommunikációs keretből havi 800 000 forinttal támogatja a Független Kisgazdapárt lapját, a Kis Újságot, ezért eltávolították állásából, mivel a honvédelmi tárca szerint személye nem felelt meg az elvárt erkölcsi követelményeknek.
...Mélységes szomorúsággal tölt el, hogy annak a hatalomnak a szolgálatába állítanak utólag, amellyel szembeszálltam, s amely megnyomorította az életemet. 2000 őszén, egy kormányülés szünetében Torgyán József állítólag már azt mondta, hogy Szokolayt azért kellett kirúgni a Honvédelmi Minisztériumból, mert román kém volt. Nagyon szégyelltem volna édesanyám – és főleg Mikó-nagymama – előtt, ha ez a fülébe jut. És nagyon röstelltem volna a munkanélküliségemet is, amely csaknem két évig tartott. Hiába gyártottam a pályázatokat, az egyik nemzetbiztonsági szolgálat – talán éppen ugyanaz, amelyik azóta is, időről időre előhúz egy-egy listát – mindig előttem járt. Nincs üldözési mániám, pontosan tudom, hogy mi történt! Ez a diszkrét felügyelet csak 2002 nyarán csillapodott. Inkább csak elslamposodott...
Másfél évig nem tudott elhelyezkedni. 2003. január 1-jétől 2007. október 1-jéig Pécel, Ecser és Isaszeg önkormányzatainak oktatási referenseként tevékenykedett. 2007-től a Pécel című irodalmi-művészeti folyóirat főszerkesztője volt. Közoktatási szakértő, érettségi vizsgaelnök. 2002 óta a Magyar-Tádzsik Kulturális Kapcsolatok Egyesületének alapítója és elnöke.
2013. januárjában versei jelentek meg az Irodalmi Jelen című független irodalmi havilapban.
…letettem végre ezt a dögnehéz bőröndöt,

melléje térdelek, kinyitom, csattan a csatja, zizzen a cipzár,

szállnak kifelé rajban a verseim, életem összes verse, 

világító, pulzáló pici pontok, távolodnak,

s nézem, ahogy elenyésznek a homogén végtelenben,

benyeli őket a mohó anyag,

melynek a kupolája alatt most hanyatt fekszem és már csak

illendőségből ragaszkodnék ehhez a dimenzióhoz…

## Díjai
- Aranydíj – vers kategória, III. Diákírók és Diákköltők Országos Találkozója, Sárvár (1974)[27]
- Sárvár város díja – III. Diákírók és Diákköltők Országos Találkozója, Sárvár (1974)[27]
- Aranydíj – vers kategória, IV. Diákírók és Diákköltők Országos Találkozója, Sárvár (1975)[27]
- Kiemelt különdíj – IV. Diákírók és Diákköltők Országos Találkozója, Sárvár (1975)[27]
- Móricz Zsigmond-ösztöndíj  (1981, 1984)
- Radnóti-díj (1984) (versmondásért)
- Magyar Alkotóművészek Országos Egyesületének (MAOE) Hidas Antal-jutalma (1985)
- SZOT-ösztöndíj (1986/87)
- az Irodalmi Jelen költészeti díja (2016)
- nemzetközi Mécs László-díj (2017)
- Isaszeg város művészeti díja (2017)

## Művei
1970-től 1988-ig publikált szépirodalmi műveket (verseket, műfordításokat, elbeszéléseket, esszéket) a Magyarországon megjelenő napilapokban, folyóiratokban, antológiákban. A rendszerváltozás után rövid ideig (1992-től 1994-ig) publicisztikai írásai is megjelentek néhány napilapban. Azóta lapokban nem publikál.
- Az élő hal (ELTE Közművelődési Titkársága, 1982), verseskötet
- A fű majd újranő (Magvető Könyvkiadó, 1985), verseskötet
- Énekek összekapaszkodása (Tevan Kiadó, 1990), verseskötet
- Kovácsházi keresztút (Írmag Könyvkiadó, 1994), dokumentumregény
- Keresem, akit képviseltem (Írmag Könyvkiadó, 1994), esszék, publicisztika
- Sörmentén Prága (Hibernia-Nova, 2002), útleírás
- Hótakarta tadzsik lelkek (2006), műfordítások
- Betiltható bonctechnika. Válogatott versek, 1970–2010  (Írmag Könyvkuckó, 2010) ISBN 978-963-88894-0-9[29]
- Lassan, Atyám (Írmag Könyvkuckó, 2012), versek
- Bottal a fövenyre (Irodalmi Jelen Könyvek, 2015), versek
- Kivételes találkozások. Szerelmes versek (DéeMKá-könyvek, Szeged, 2017)
- Nyílegyenes gyalogút (Írmag Könyvkuckó, 2017), versek

Versmondó-előadóművészként többek közt Domonkos István, Kányádi Sándor, Szilágyi Domokos, Reményik Sándor, Wass Albert, Dsida Jenő, Kosztolányi Dezső műveiből állított össze és adott elő önálló esteket.